# 5-MeO-NiPT
5-MeO-NiPT，化学名5-甲氧基-N-异丙基色胺（英語：5-methoxy-N-isopropyltryptamine）是一种含氮有机化合物，化学式C
14H
20N
2O，属于色胺衍生物，是5-MeO-MiPT（5-甲氧基-N-甲基-N-异丙基色胺）、5-MeO-DiPT（5-甲氧基-N,N-二异丙基色胺）在体内的活性代謝產物。